# Mercury Falling
Mercury Falling är den brittiske musikern Stings femte studioalbum, utgivet i mars 1996. Albumet hamnade på topp 4 på UK Albums Chart och topp 5 på Billboard 200 men blev ändå inte lika framgångsrik som föregångaren Ten Summoner's Tales. Albumet både skrevs och spelades in i Stings hus, Lake House, i Wiltshire.
Den 19 mars 1996 nådde världsturnén Sverige och Hovet.
1997 spelade Toby Keith in en ny version av Countrylåten "I'm So Happy I Can't Stop Crying" tillsammans med Sting. Låten blev tvåa på Billboard Hot Country Songs.

## Låtlista
Samtliga låtar skrivna av Sting, om annat inte anges.
1. "The Hounds of Winter" – 5:27
2. "I Hung My Head" – 4:41
3. "Let Your Soul Be Your Pilot" – 6:43
4. "I Was Brought to My Senses" – 5:49
5. "You Still Touch Me" – 3:46
6. "I'm So Happy I Can't Stop Crying" – 3:57
7. "All Four Seasons" – 4:28
8. "Twenty Five to Midnight" – 4:08
9. "La Belle Dame Sans Regrets" (Dominic Miller, Sting) – 5:16
10. "Valparaiso" – 5:24
11. "Lithium Sunset" – 2:39

## Singlar
- "Let Your Soul Be Your Pilot" (Februari 1996)
- "You Still Touch Me" (April 1996)
- "I Was Brought to My Senses" (September 1996)
- "I'm So Happy I Can't Stop Crying" (Oktober 1996)